# Anna Kalouta
Irene-Anna Kalouta (Grieks: Ειρήνη-Άννα Καλουτά) (Athene, 29 september 1918 - Athene, 17 april 2010) was een Grieks actrice. Ze begon haar acteercarrière, samen met haar zus Maria, toen ze 4 jaar was in een theatervoorstelling van Marika Kotopouli. In totaal speelde Kalouta mee in 14 Griekse films. Ze overleed op 91-jarige leeftijd in haar geboortestad Athene.

## Filmografie
- Doktor Epaminondas (1937)
- When the Husband Travels (Grieks: Otan o syzygos taxidevi) (1938)
- Kapetan Skorpios (1943)
- Apaches of Athens (Grieks: Oi apahides ton Athinon) (1950) ... Vera Parali
- Ekeines pou den prepei n'agapoun (1951) ... Lisa
- Tsiganiko aima (1956)
- Prepei na zisis timia (1962)
- O emiris kai o kakomoiris (1964)
- Kai oi 14 itan yperohoi (1965) ... Georgia
- Kalos ilthe to dollario (1967) ... Fouli
- Eleftherios Venizelos: 1910-1927 (1980)
- O zigolo tis Athinas (1982)
- O kontos kai oi mnistires (1988)